# Danh sách chi động vật lưỡng cư tiền sử
Đây là một danh sách chưa hoàn tất, và có thể sẽ không bao giờ thỏa mãn yêu cầu hoàn tất. Bạn có thể đóng góp bằng cách mở rộng nó bằng các thông tin đáng tin cậy.
Danh sách các chi động vật lưỡng cư tiền sử là một nỗ lực để tạo ra một danh sách toàn diện tất cả các chi từ hóa thạch từng được coi là động vật lưỡng cư. Danh sách không chỉ bao gồm tất cả chi thường được chấp nhận, mà còn gồm các chi mà bây giờ được coi là không hợp lệ, nghi ngờ (nomina dubia), hoặc không được chính thức công bố (nomina nuda), cũng như từ đồng nghĩa cơ sở của những tên đã thành lập,và chi mà không còn coi động vật lưỡng cư. Các dạng lưỡng cư hiện đại được loại ra khỏi danh sách này.

## A

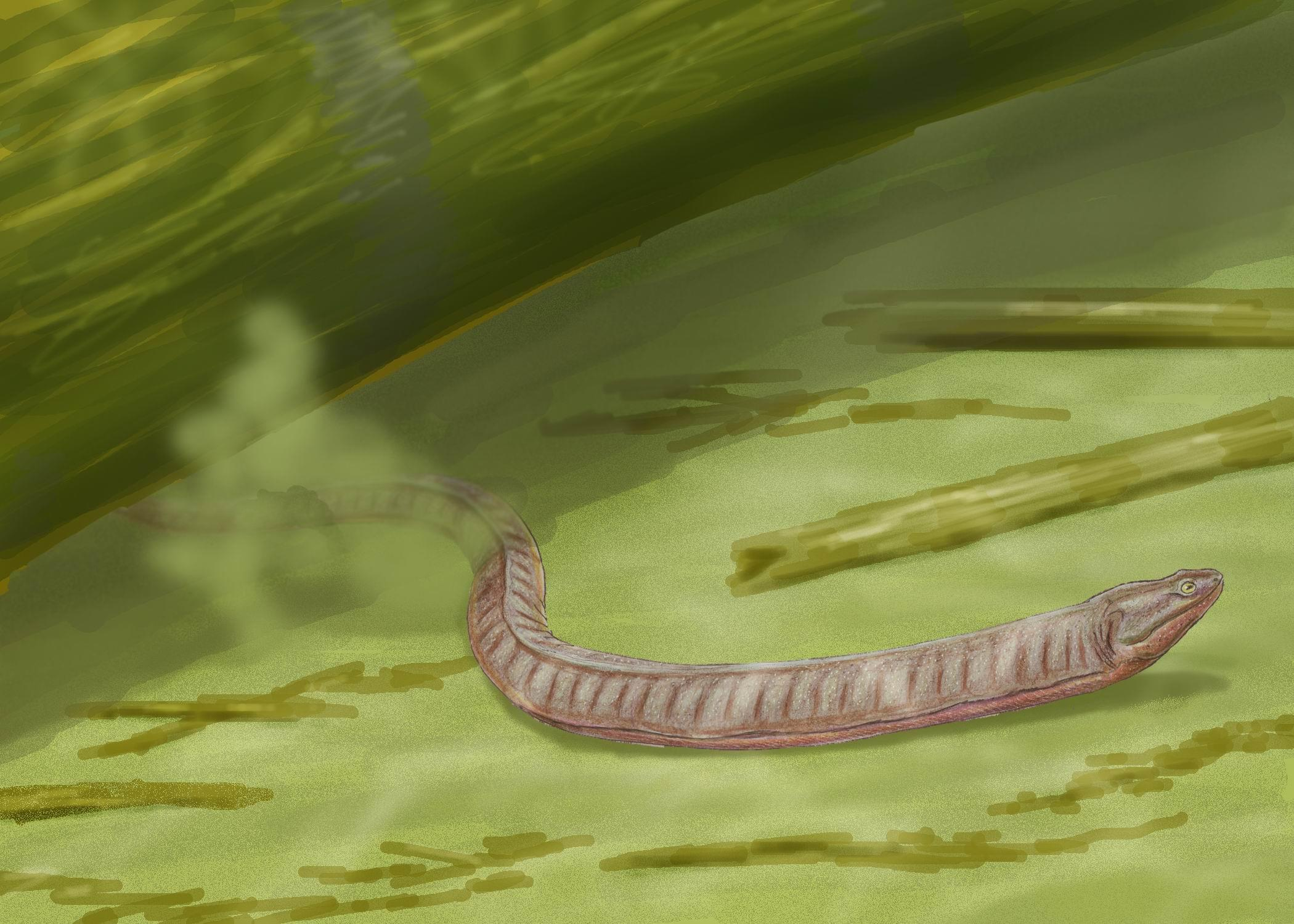
Adelospondylus

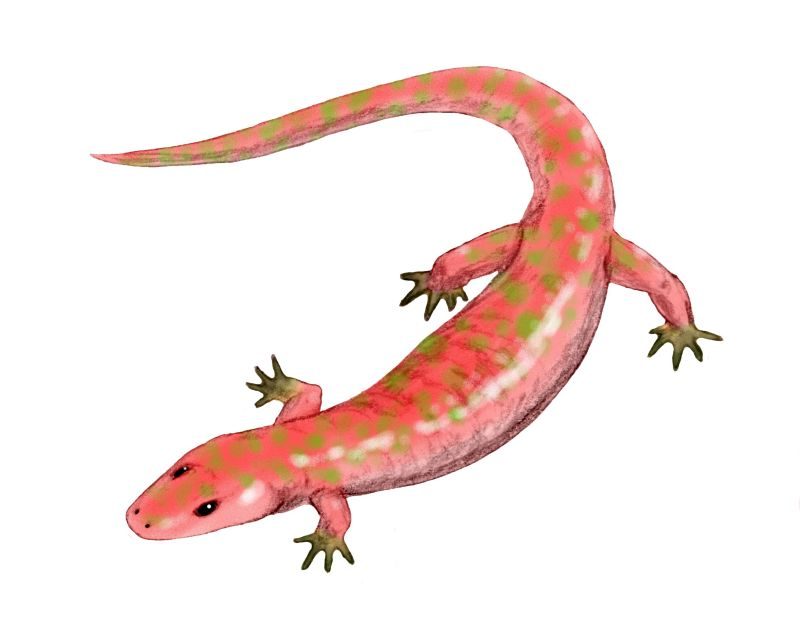
Albanerpeton

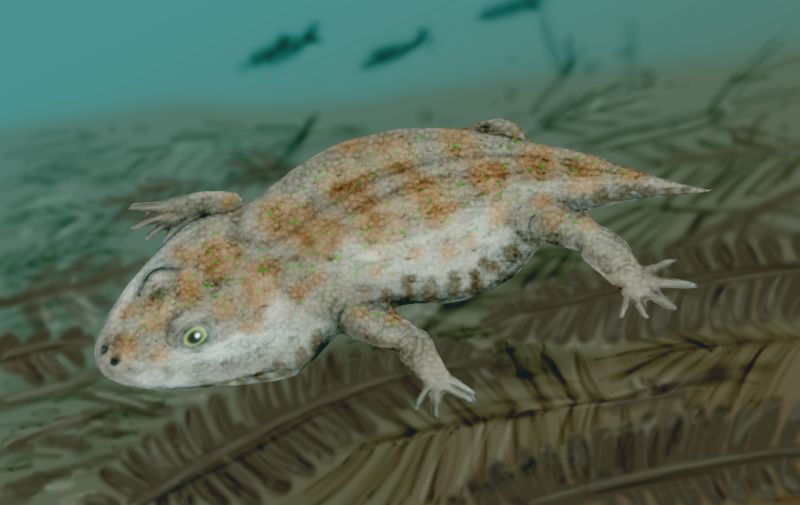
Amphibamus

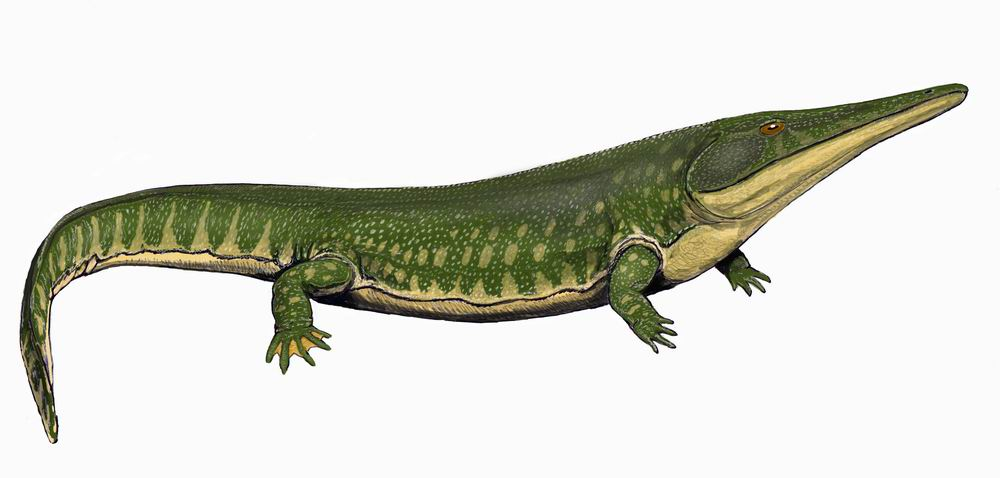
Archegosaurus

- Abiadisaurus
- Acerastia
- Acherontiscus
- Acroplous
- Actiobates
- Actinodon
- Adamanterpeton
- Adelogyrinus
- Adelospondylus
- Albanerpeton
- Albionbatrachus
- Alegeinosaurus
- Almasaurus
- Altanulia
- Amphibamus
- Amphiuma
- Anaschisma
- Anconastes
- Andrias scheuchzeri
- Angusaurus
- Anoualerpeton
- Apachesaurus
- Apateon
- Aphaneramma
- Apodops
- Apricosiren
- Aralobatrachus
- Arcadia
- Archaeotriton
- Archegosaurus
- Archotosaurus
- Arganasaurus
- Arizonerpeton
- Arkanserpeton
- Asaphestra
- Aspidosaurus
- Astreptorhachis
- Australerpeton
- "Austrobrachyops"
- Austropelor
- Avitabatrachus

## B

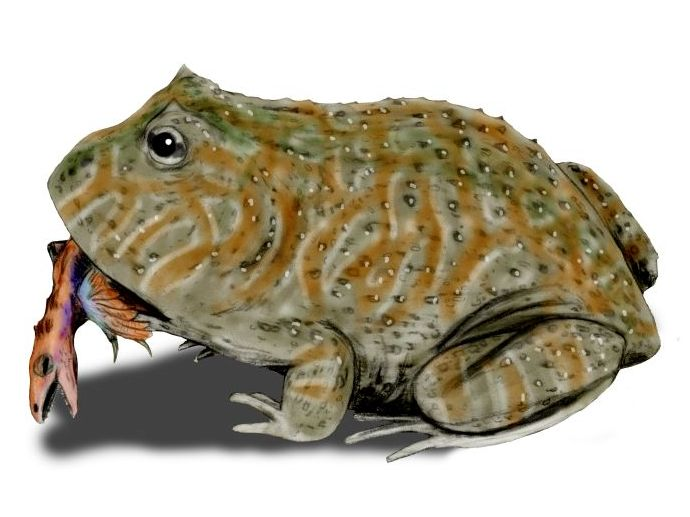
Beelzebufo

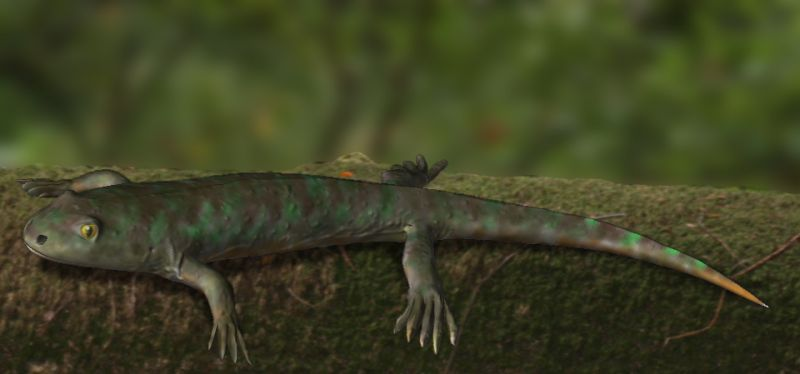
Balanerpeton

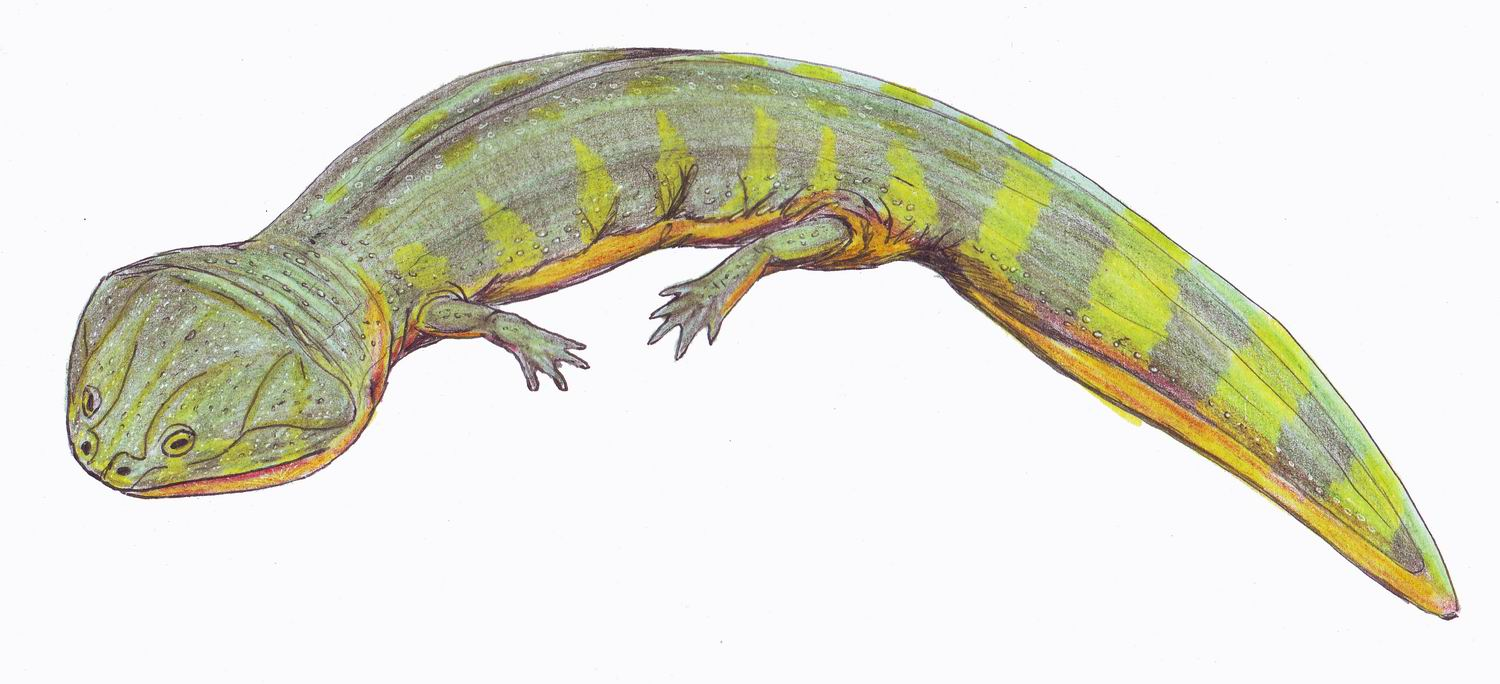
Batrachosuchus

| Mục lục: | A B C D E F G H I J K L M N O P Q R S T U V W X Y Z |

- Balanerpeton
- Banksiops
- Baranophrys
- Bashkirosaurus
- Batrachiderpeton
- Batrachosauroides
- Batrachosaurus
- Batrachosuchoides
- Batrachosuchus
- Batropetes
- Baurubatrachus
- Beelzebufo
- Benthosuchus
- Benthosphenus
- Blinasaurus
- Boii
- Bolterpeton
- Boreopelta
- Bothriceps
- Brachycormus
- Brachydectes
- Brachyops
- Brachystelechus
- Branchierpeton
- Branchiosaurus
- Brevidorsum
- Broiliellus
- Broomistega
- Broomulus
- Bulgosuchus
- Bukobaja

## C

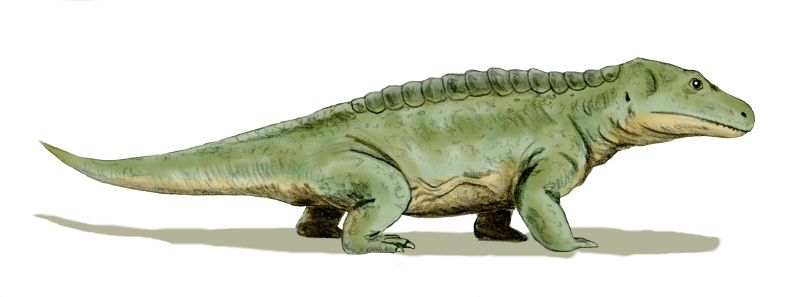
Cacops

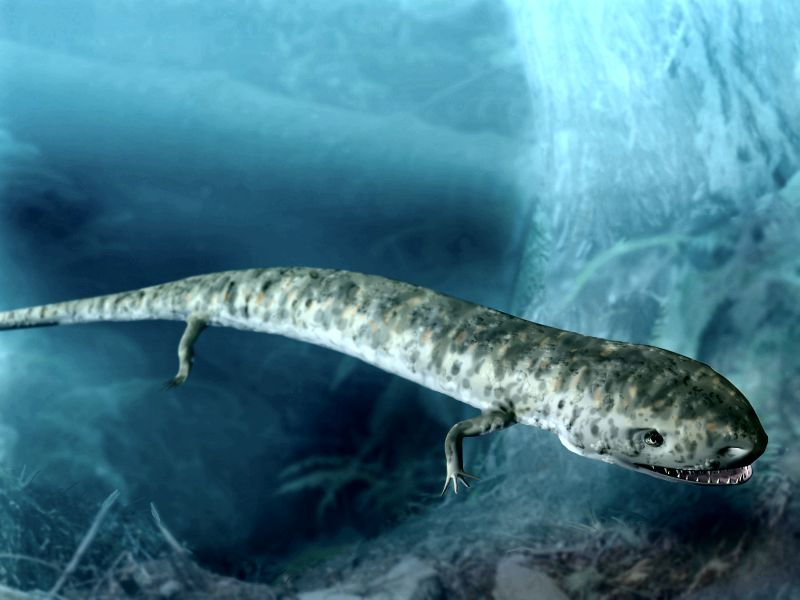
Cardiocephalus

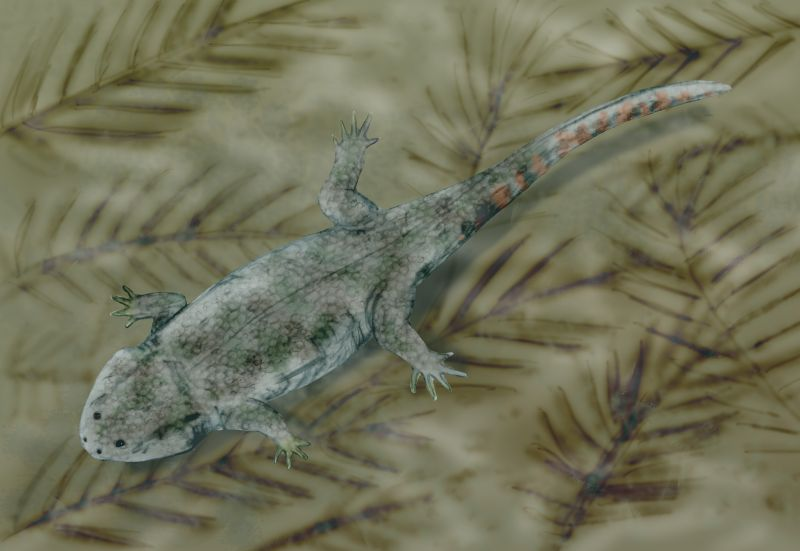
Compsocerops

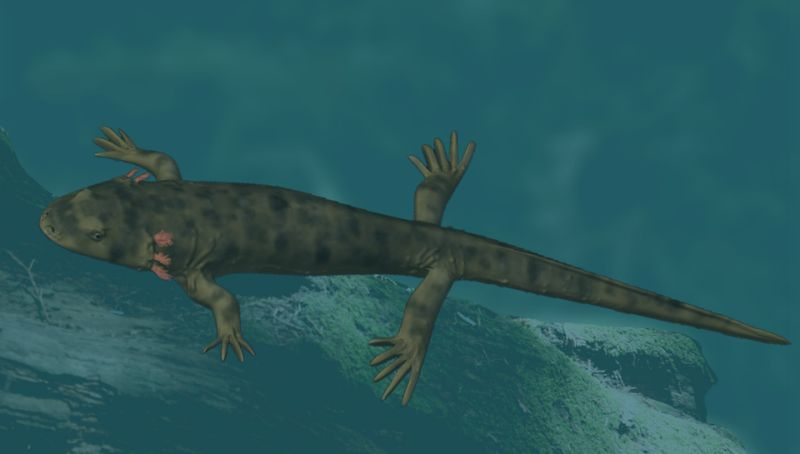
Chunerpeton

| Mục lục: | A B C D E F G H I J K L M N O P Q R S T U V W X Y Z |

- Cacops
- Calamops
- Callobatrachus
- Calverpeton
- Capetus
- Capitosaurus
- Cardiocephalus
- Carrolla
- Celtedens
- Chelomophrynus
- Chelotriton
- Chelyderpeton
- Chenoprosopus
- Cherninia
- Chomatobatrachus
- Chunerpeton
- Clamorosaurus
- Cochlyosaurus
- Cocytinus
- Collidosuchus
- Coloraderpeton
- Colosteus
- Comonecturoides
- Compsocerops
- Conjunctio
- Cordicephalus
- Cretasalia
- Crinodon
- Crossotelos
- Cryobatrachus
- Cryptobranchus
- Ctenerpeton
- Cyclotosaurus
- Czatkobatrachus

## D

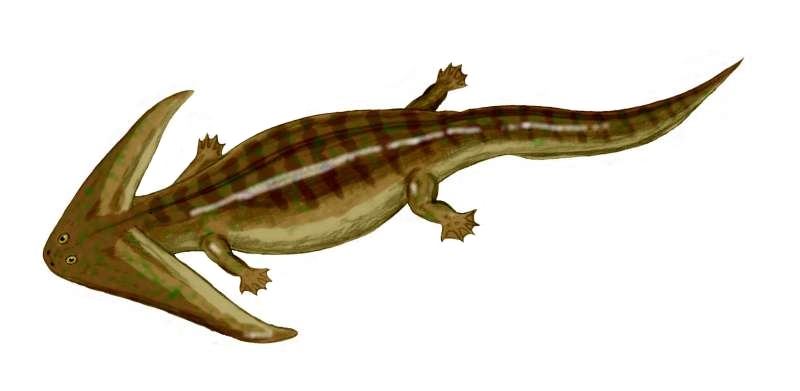
Diplocaulus

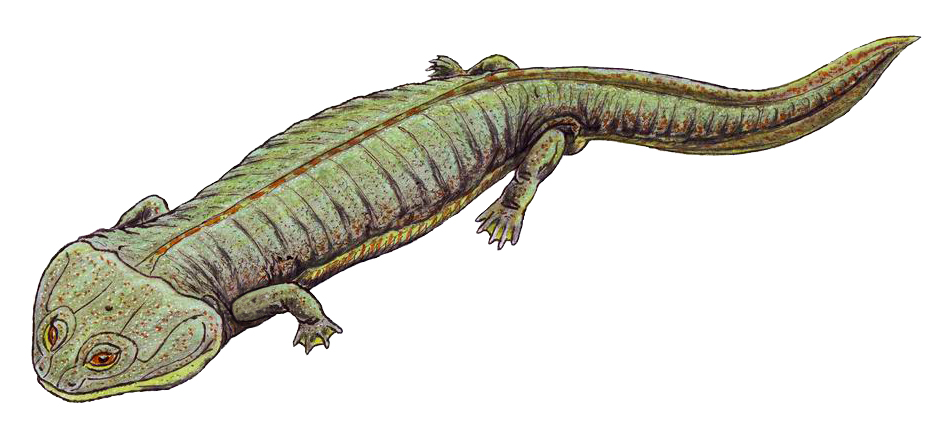
Dvinosaurus

| Mục lục: | A B C D E F G H I J K L M N O P Q R S T U V W X Y Z |

- Dasyceps
- Deltacephalus
- Deltasaurus
- Dendrepeton
- Derwenti
- Diadetognathus
- Diceratosaurus
- Dictyocephalus
- Diplocaulus
- Diploceraspis
- Dissorophus
- Dolichopareias
- Dolichosoma
- Doleserpeton
- Doragnathus
- Ductilodon
- Dunuitosaurus
- Dutuitosaurus
- Dvinosaurus

## E

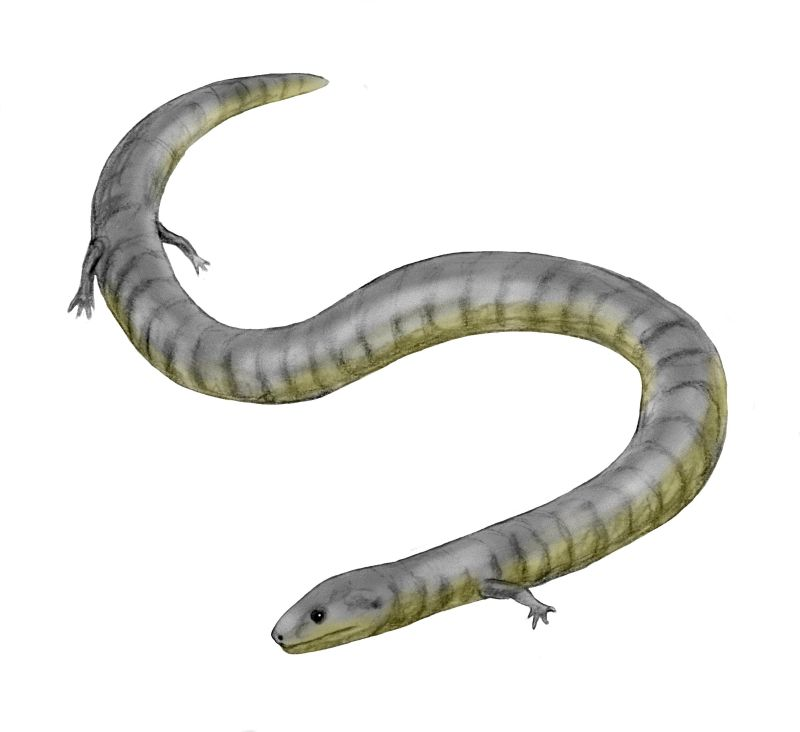
Eocaecilia

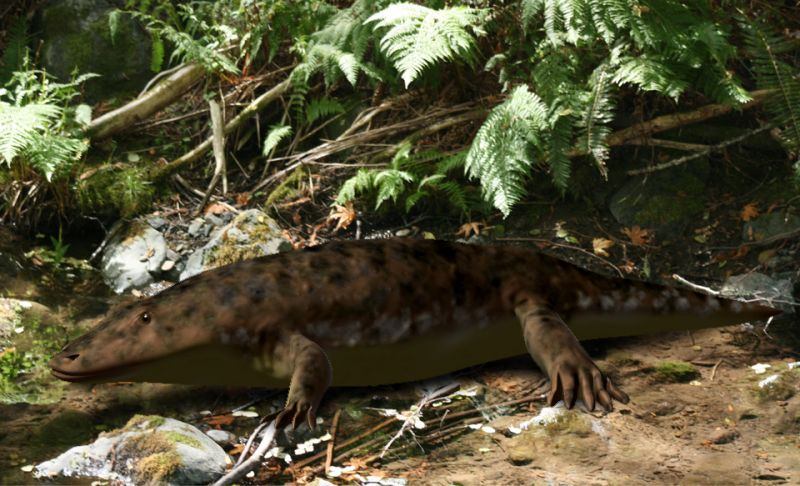
Eryops

| Mục lục: | A B C D E F G H I J K L M N O P Q R S T U V W X Y Z |

- Ecolsonia
- Elfridia
- Enneabatracus
- Eocaecilia
- Eocyclotosaurus
- Eodiscoglossus
- "Eogyrinus"
- Eopelobates
- Eorhinophrynus
- Eoscapherpeton
- Eoscopus
- Eoxenopoides
- Erpetocephalus
- Erpetosaurus
- Eryops
- Eyrosuchus
- Erythrobatcrachus
- Estesina
- Eugyrinus
- Eupelor
- Euryodus

## F
| Mục lục: | A B C D E F G H I J K L M N O P Q R S T U V W X Y Z |

- Fayella
- Fedexia
- Ferganobatrachus

## G

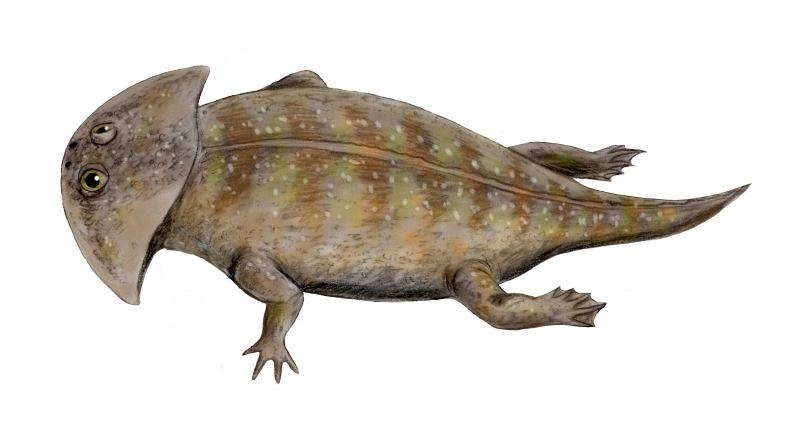
Gerrothorax

| Mục lục: | A B C D E F G H I J K L M N O P Q R S T U V W X Y Z |

- Gaudrya
- Georgenthalia
- Gerrothorax
- Gerobatrachus
- Gobiates
- Gobiatoides
- Gobiops
- Gonioglyptus
- Gosgriffius
- Greererpeton

## H
| Mục lục: | A B C D E F G H I J K L M N O P Q R S T U V W X Y Z |

- Habrosaurus
- Hadrokkosaurus
- Hapsidopareion
- Hatzegobatrachus
- Hemprichisaurus
- Heptasaurus
- Horezmia
- Hylaeobatrachus
- Hyperkynodon
- Hynerpeton

## I
| Mục lục: | A B C D E F G H I J K L M N O P Q R S T U V W X Y Z |

- Icanosaurus
- Indobenthosuchus
- Indobrachyops
- Indolyrocephalus
- Inflectosaurus
- Inflectosuchus
- Intasuchus
- Iratusaurus
- Iridotriton
- Isodectes
- Itemirella

## J
| Mục lục: | A B C D E F G H I J K L M N O P Q R S T U V W X Y Z |

- Jammerbergia
- Jeholotriton

## K

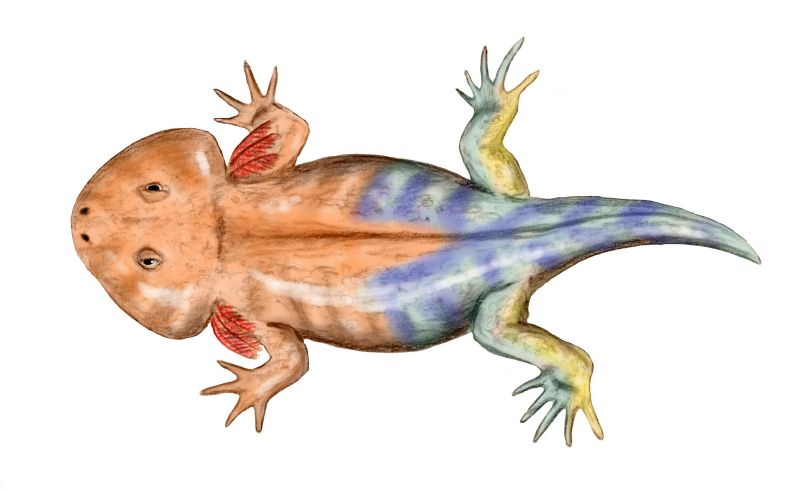
Karaurus

| Mục lục: | A B C D E F G H I J K L M N O P Q R S T U V W X Y Z |

- Kamacops
- Karaurus
- Keraterpeton
- Keratobrachyops
- Kestrosaurus
- Kizylkuma
- Koalliella
- Kokartus
- Komatosuchus
- Konzukovia
- Koolasuchus
- Koskinonodon
- Kourerpeton
- Kuttycephalus

## L

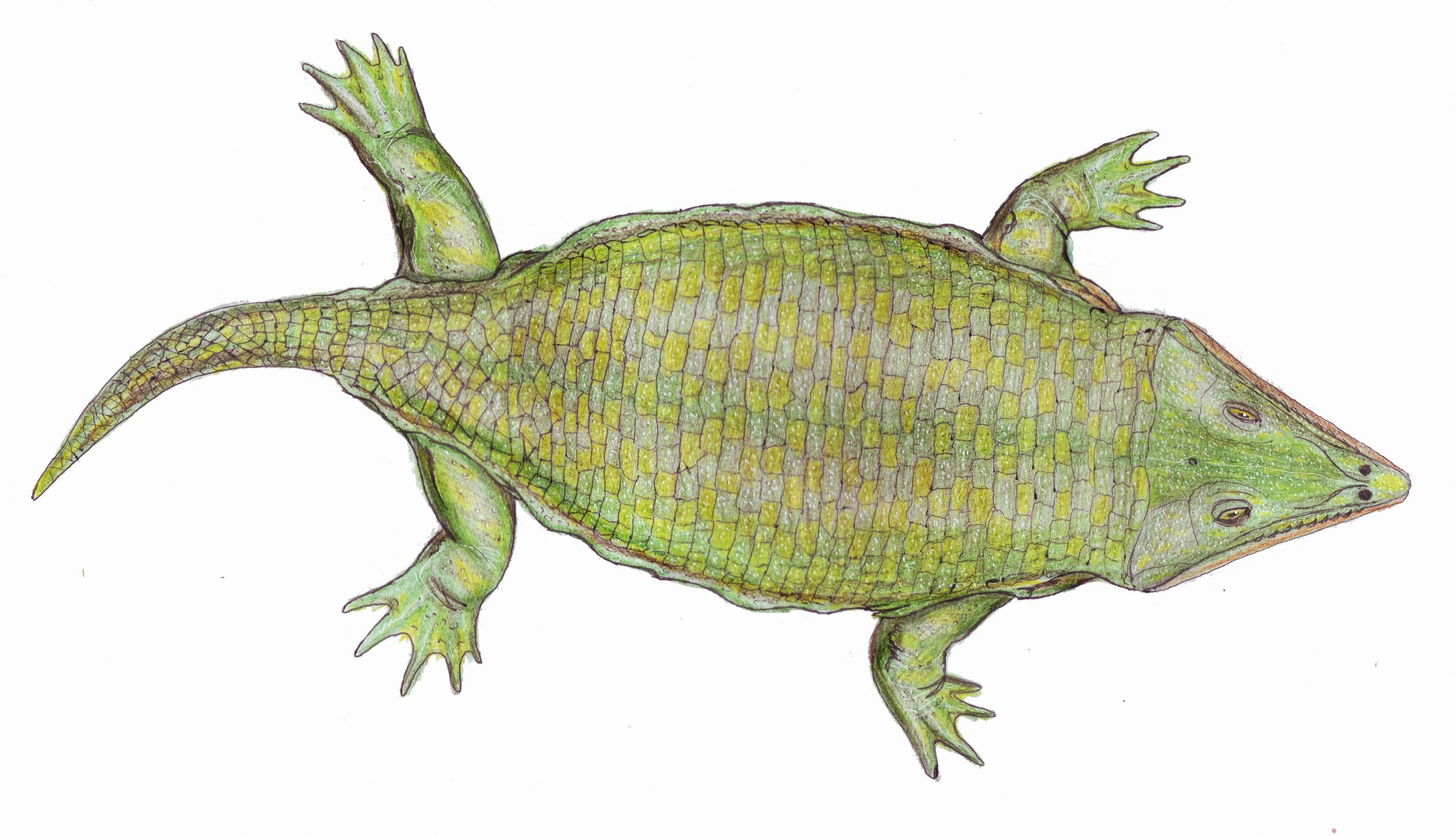
Laidleria

| Mục lục: | A B C D E F G H I J K L M N O P Q R S T U V W X Y Z |

- Labyrinthodon
- Laccocephalus
- Laccosaurus
- Laccotriton
- Lafonius
- Laidleria
- Lapillopsis
- Latiscopus
- Latonia
- Leiocephalikon
- Lepterpeton
- Lethiscus
- Liaobatrachus
- Liaoxitriton
- Limnerpeton
- Limnoiketes
- Limnogyrinus
- Lisserpeton
- Lithobatrachus
- Llankibatrachus
- Llistrofus
- Longiscitula
- Luzocephalus
- Lydekkerina
- Lyrocephaliscus
- Lysorophus

## M

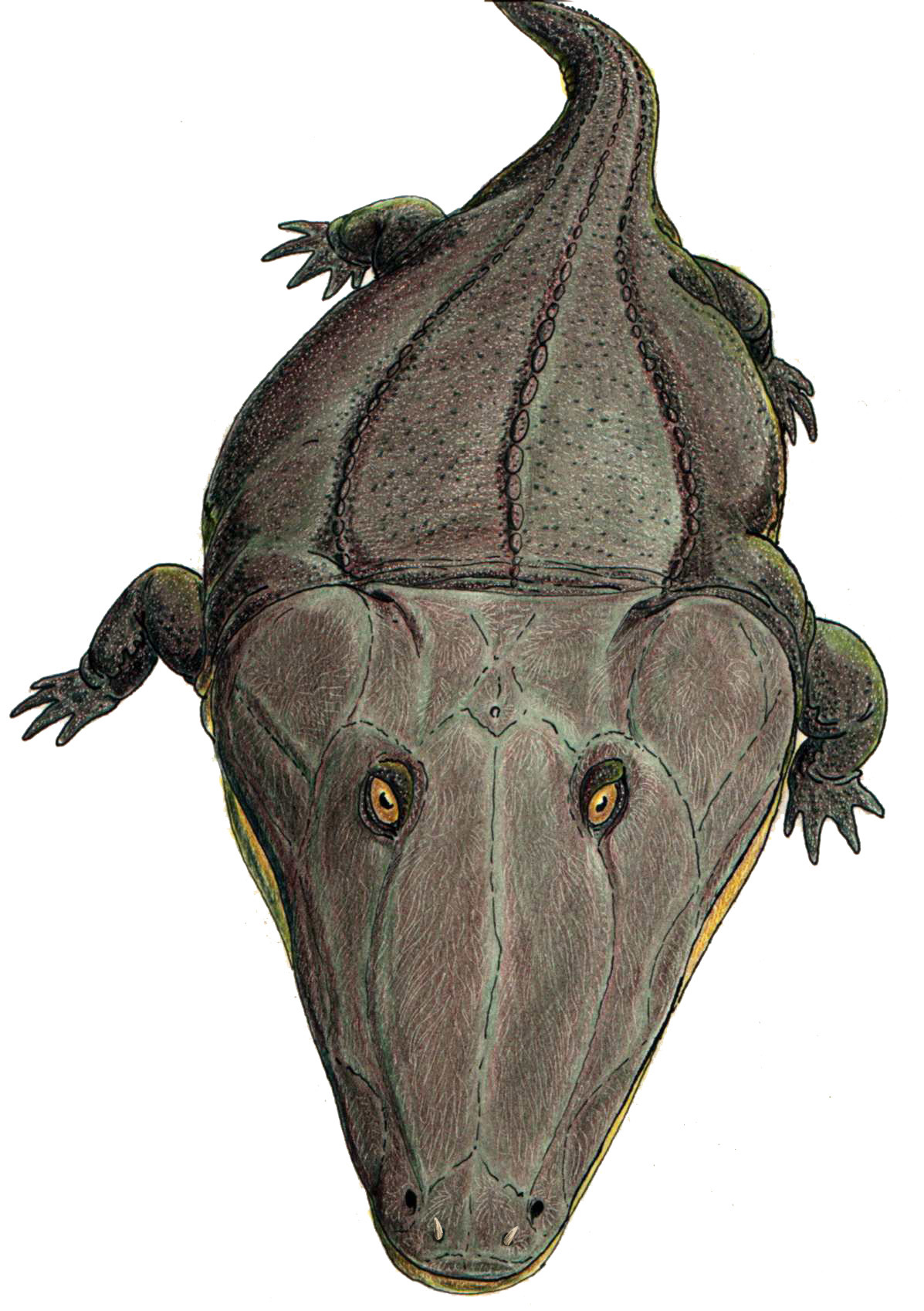
Mastodonsaurus

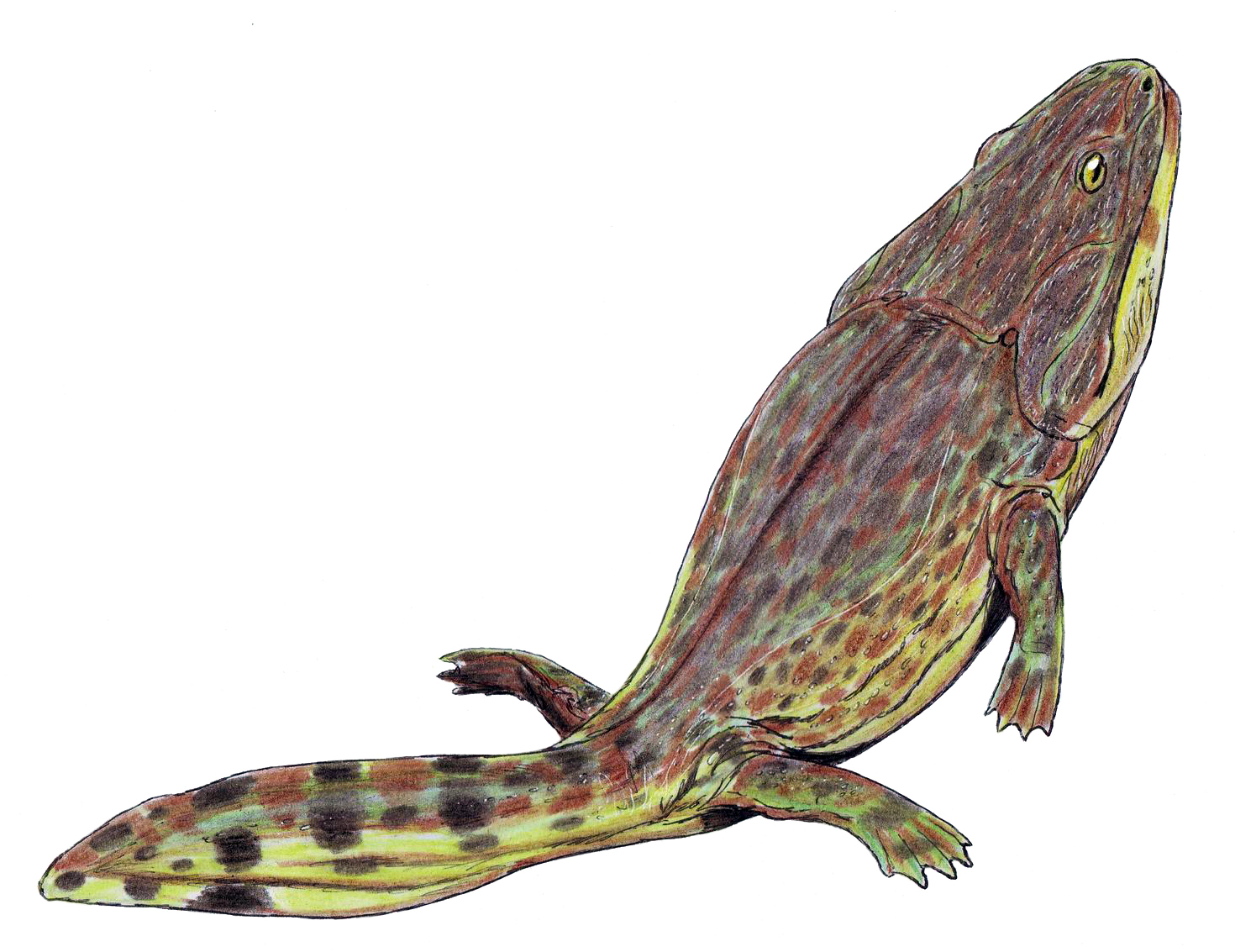
Metoposaurus

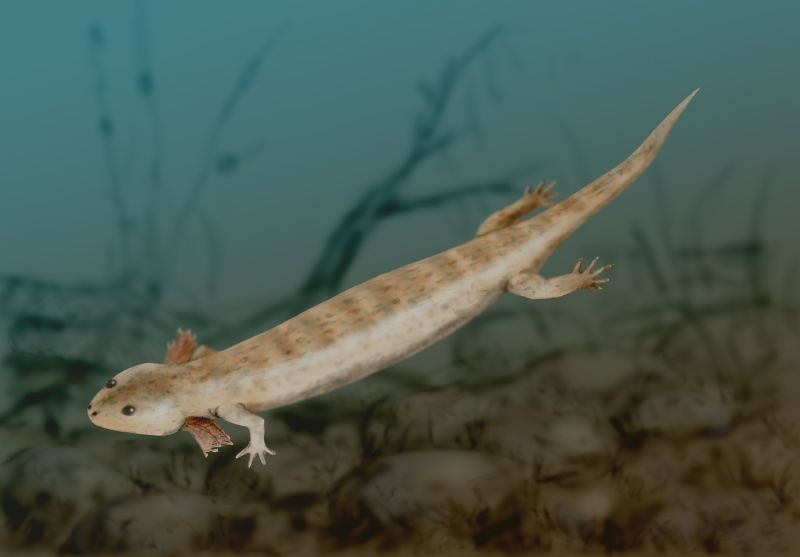
Microbrachis

| Mục lục: | A B C D E F G H I J K L M N O P Q R S T U V W X Y Z |

- Macrerpeton
- Macropelobates
- Mactrerpeton
- Mahavisaurus
- Manubrantlia
- Marmorerpeton
- Mastodonsaurus
- Mastodontosaurus
- Megamolgophis
- Megalotriton
- Megamolgophis
- Melanerpeton
- Melanopelta
- Melosaurus
- Mentosaurus
- Mesophryne
- Metoposaurus
- Micraroter
- Microbrachis
- Micromelerpeton
- Micropholis
- Microposaurus
- Miopelobates
- Miopelodytes
- Mioproteus
- Molgophis
- Monsechobatrachus
- Montcellia
- Mordex
- Muchocephalus
- Mynbulakia

## N
| Mục lục: | A B C D E F G H I J K L M N O P Q R S T U V W X Y Z |

- Nannaroter
- Nannospongylus
- Nanolania
- Neldasaurus
- Neusibatrachus
- Nezpercius
- Nigerpeton
- Notobatrachus
- Notobrachiops

## O

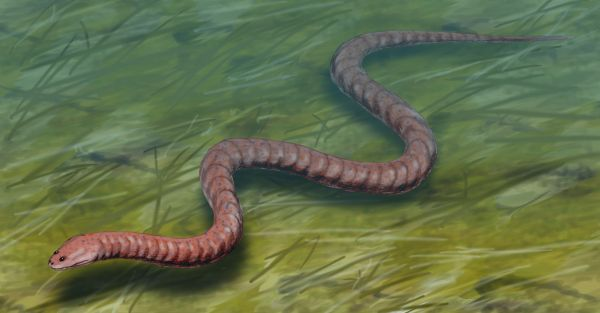
Ophiderpeton

| Mục lục: | A B C D E F G H I J K L M N O P Q R S T U V W X Y Z |

- Odenwaldia
- Odonterpeton
- Odontosaurus
- Oestocephalus
- Oligosemia
- Onchiodon
- Ophiderpeton
- Opisthotriton
- Orthophyia
- Osteophorus
- Ostodolepis

## P

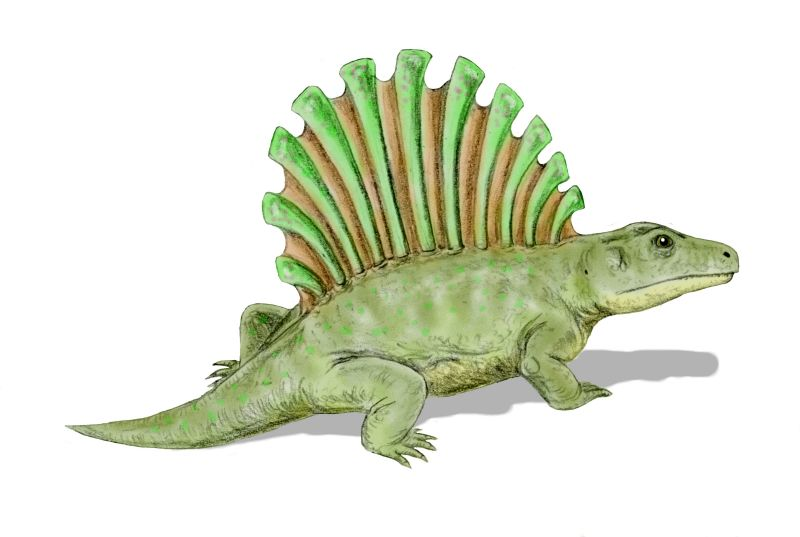
Platyhystrix

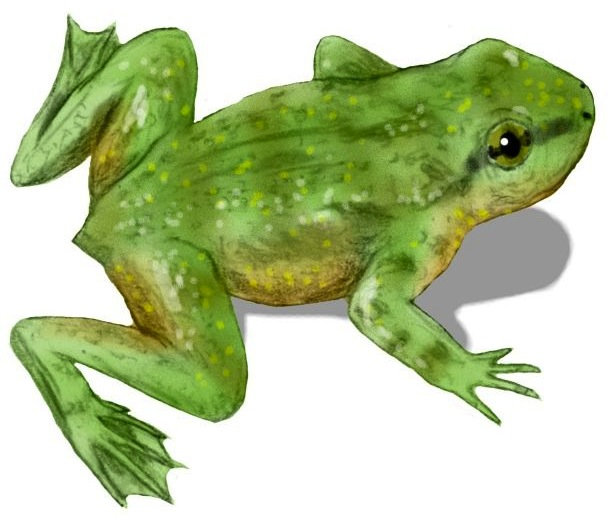
Prosalirus

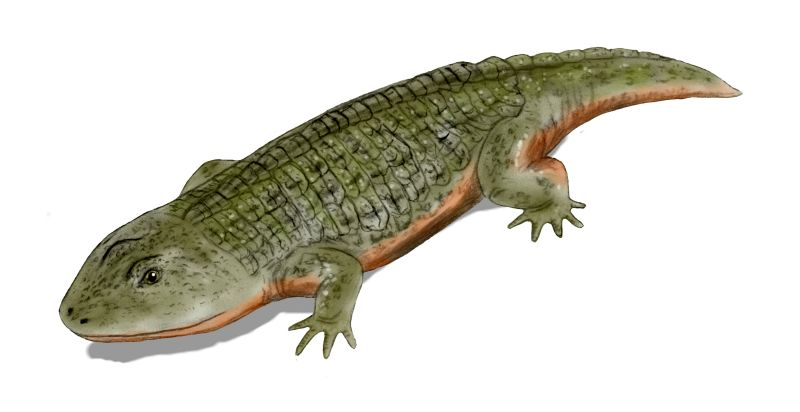
Peltobatrachus

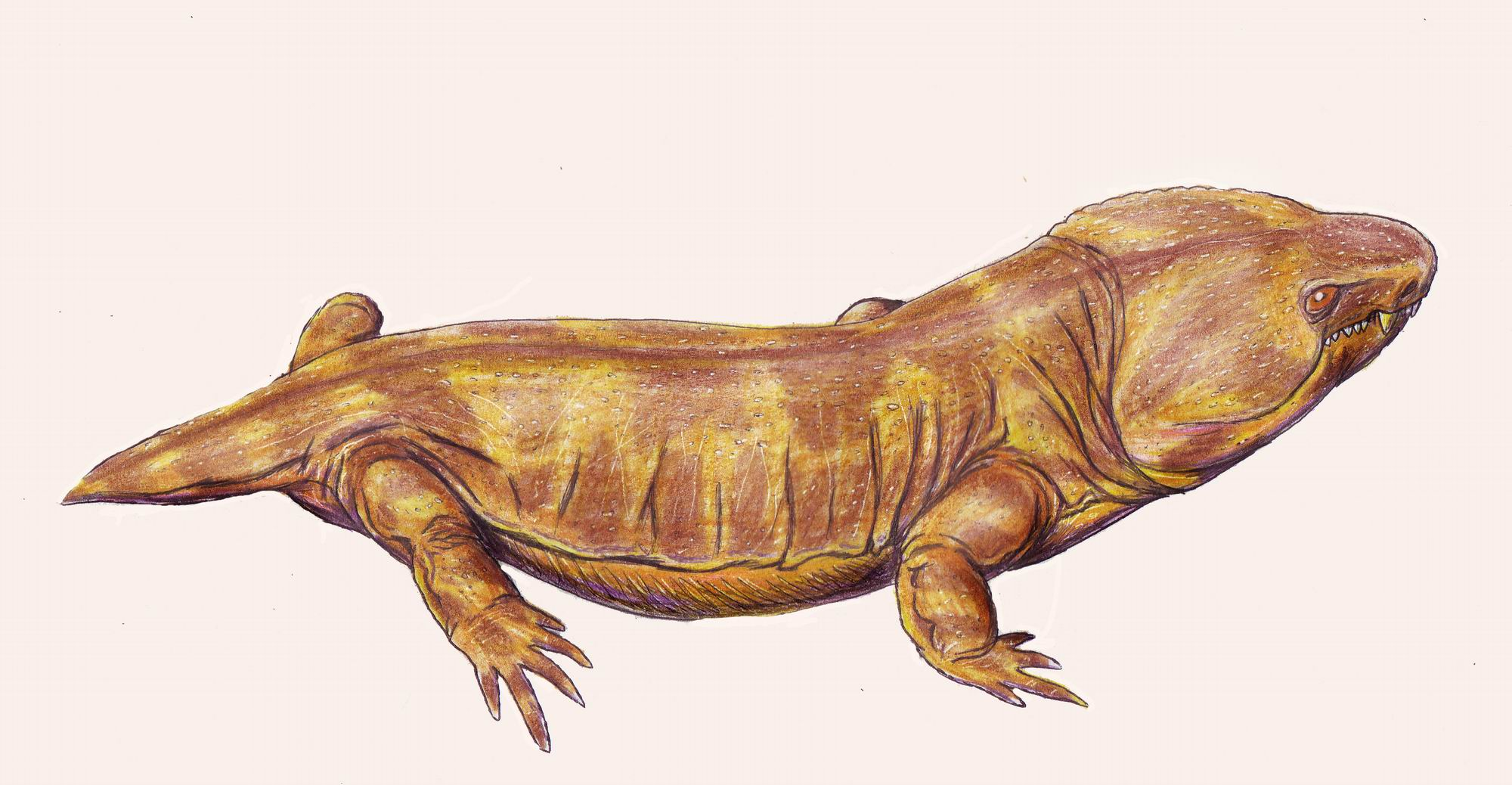
Pantylus

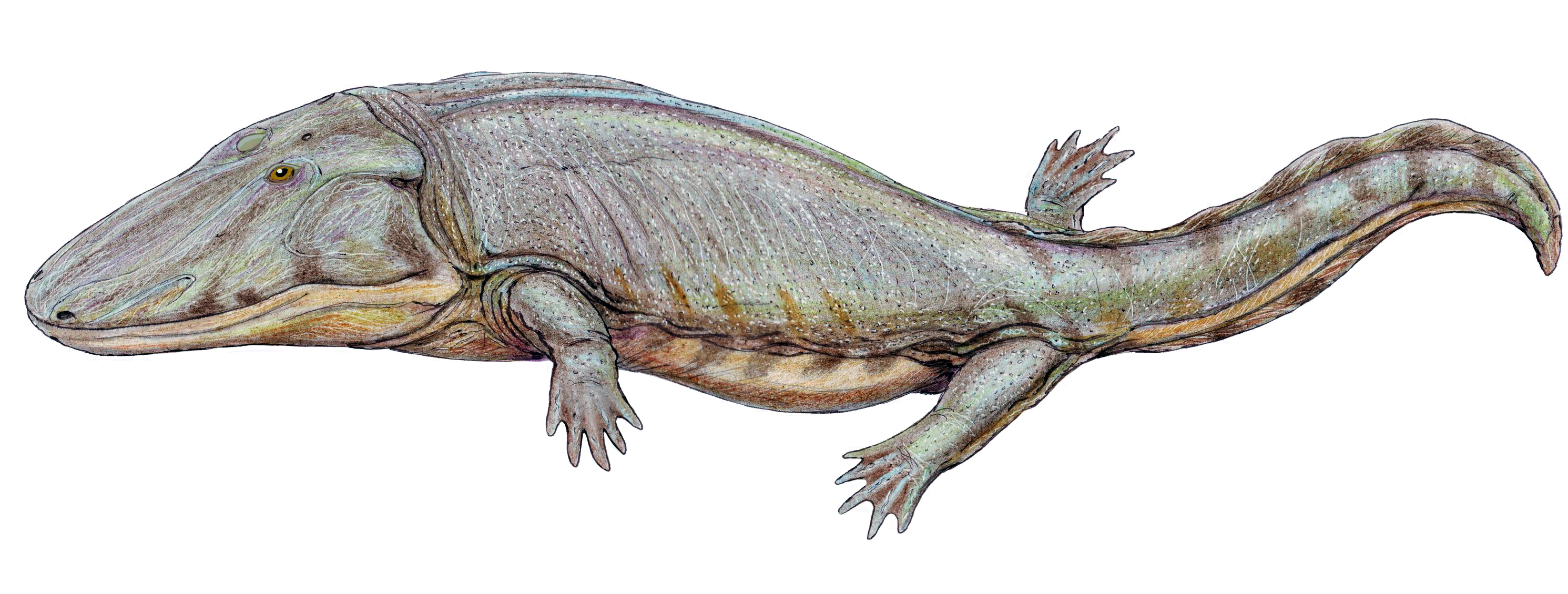
Paracyclotosaurus

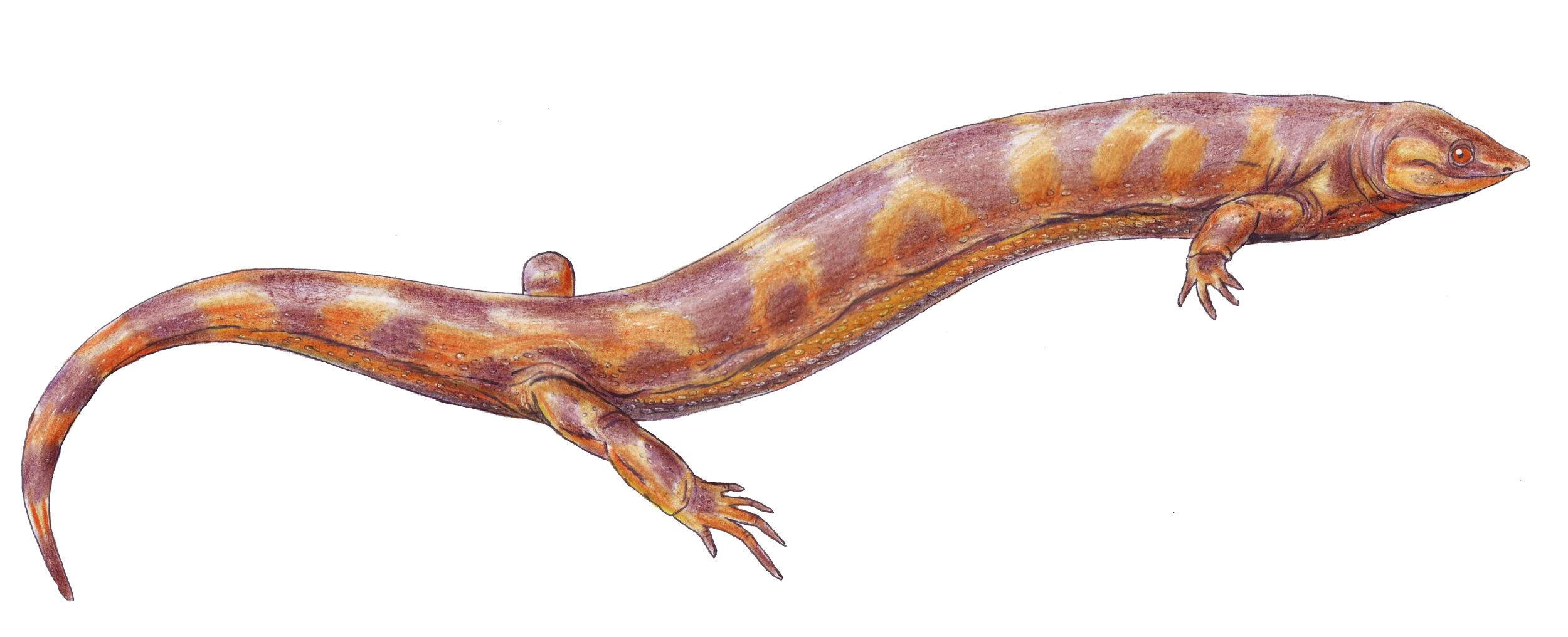
Pelodosotis

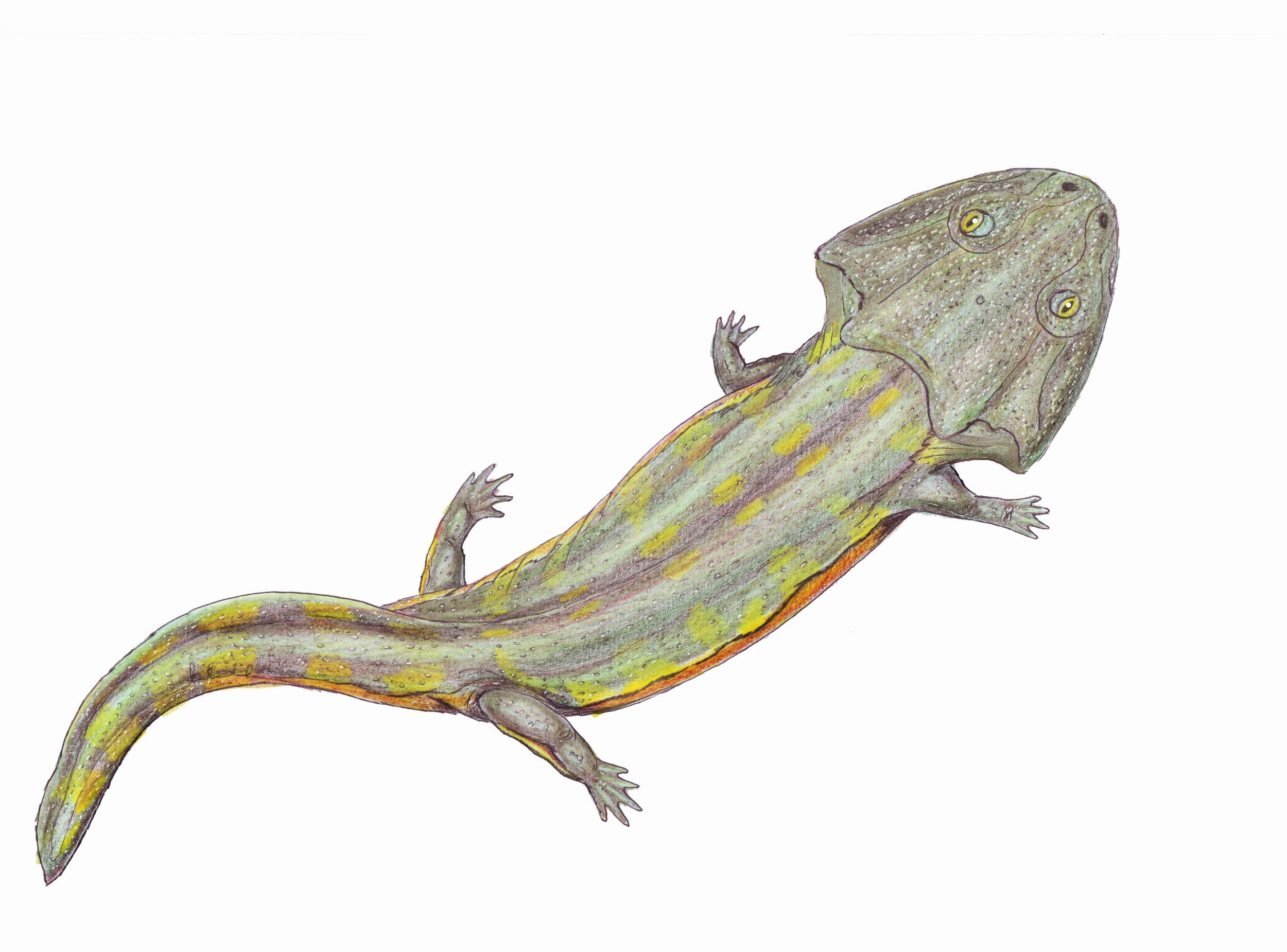
Pelorocephalus

| Mục lục: | A B C D E F G H I J K L M N O P Q R S T U V W X Y Z |

- Pachybatrachus
- Pachygonia
- Palaeobatrachus
- Palaeomolgophis
- Palaeopleurodeles
- Palaeoproteus
- Paleoamphiuma
- Panchetosaurus
- Pangerpeton
- Pantylus
- Paracyclotosaurus
- Paradiscoglossus
- Paralatonia
- Pariotichus
- Parioxes
- Parotosaurus
- Parrisia
- Pasawioops
- Pelodosotis
- Pelorocephalus
- Pelophilus
- Peltobatrachus
- Peltostega
- Peratosauroides
- Peronedon
- Phlegethontia
- Pholidogaster
- Phonerpeton
- Piceoerpeton
- Plagiobatrachus
- Plagiorophus
- Plagiosaurus
- Plagioscutum
- Plagiosternum
- Plagiosuchus
- Platycepsion
- Platyhystrix
- Platyoposaurus
- Platyrhinops
- Platystega
- Plemmyradytes
- Pleuroptyx
- Pliobatrachus
- Pneumatostega
- Prionosuchus
- Proamphiuma
- Procerobatrachus
- Procochleosaurus
- Procynops
- Prodesmodon
- Prodiscoglossus
- Promastodonsaurus
- Propelodytes
- Prosalirus
- Prosiren
- Proterogyrinus
- Prothoosuchus
- Pseudophlegethontia
- Ptychosphenodon
- Ptyonius
- Putterillia

## Q
| Mục lục: | A B C D E F G H I J K L M N O P Q R S T U V W X Y Z |

- Quasicaecilia
- Quasicyclotosaurus

## R

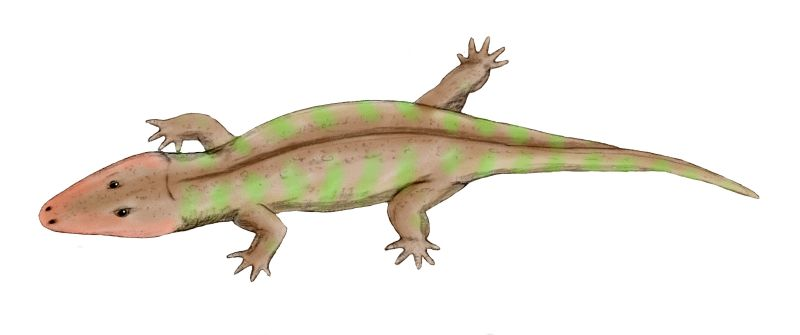
Rhinesuchus

| Mục lục: | A B C D E F G H I J K L M N O P Q R S T U V W X Y Z |

- Rileymillerus
- Rewana
- Rhadalognathus
- Rhadinosteus
- Rhineceps
- Rhinesuchoides
- Rhinesuchus
- Rhinophrynus
- Rhynchonkos
- Rhytidosteus
- Ricnodon
- Rotaurisaurus
- Rubricacaecilia

## S

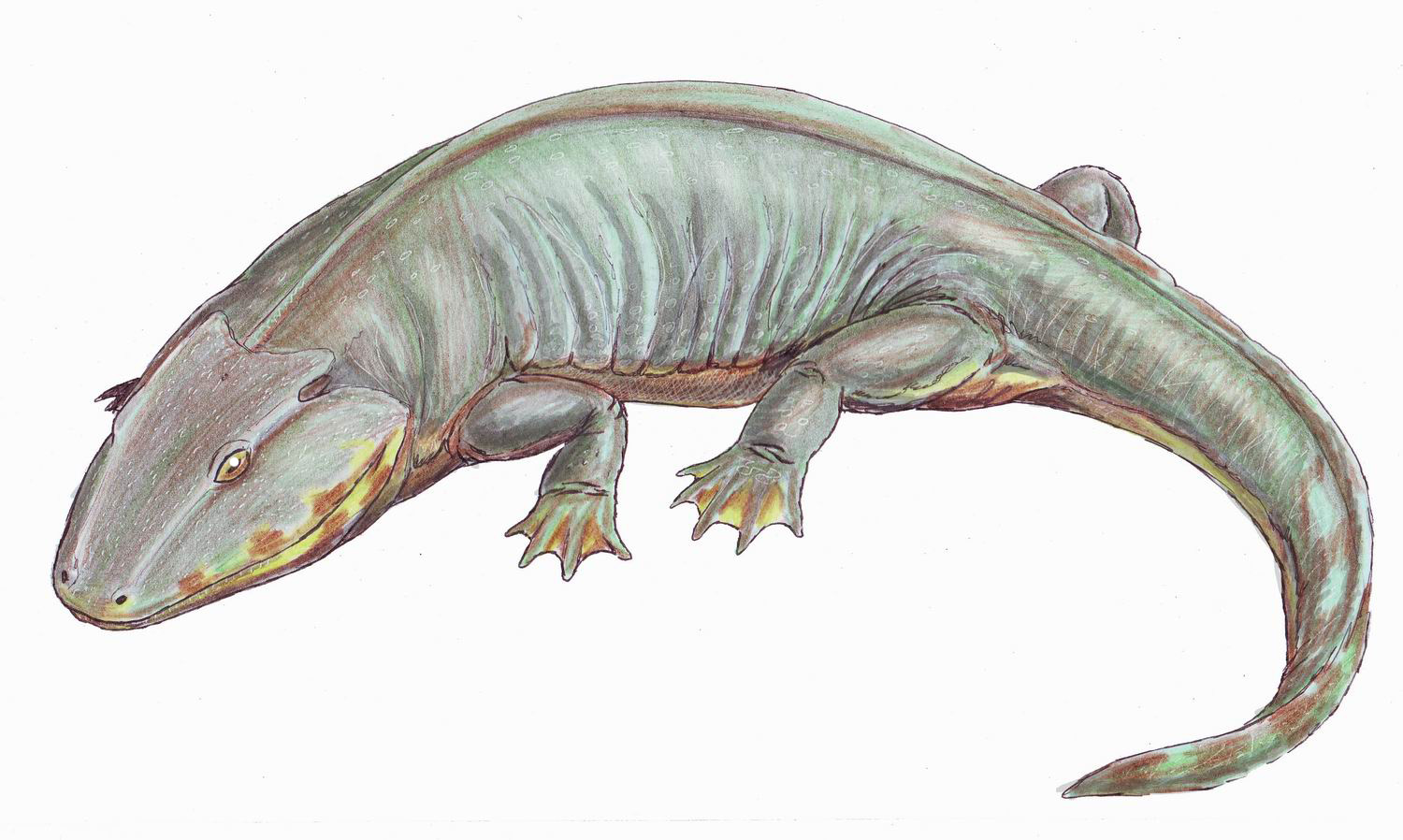
Sclerocephalus

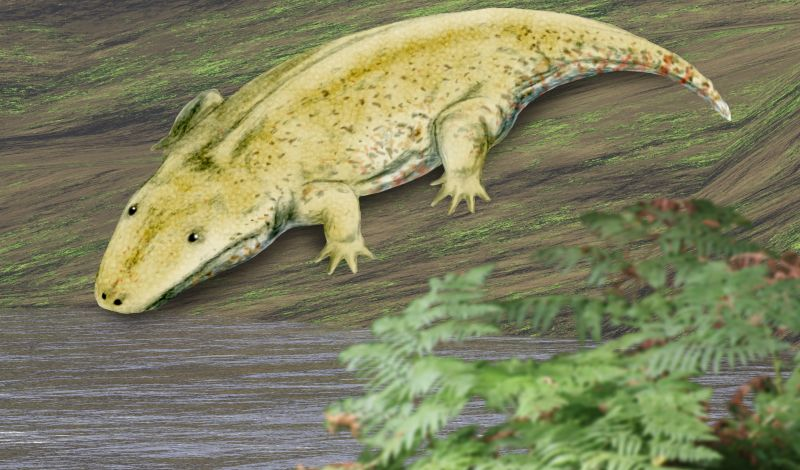
Saharastega

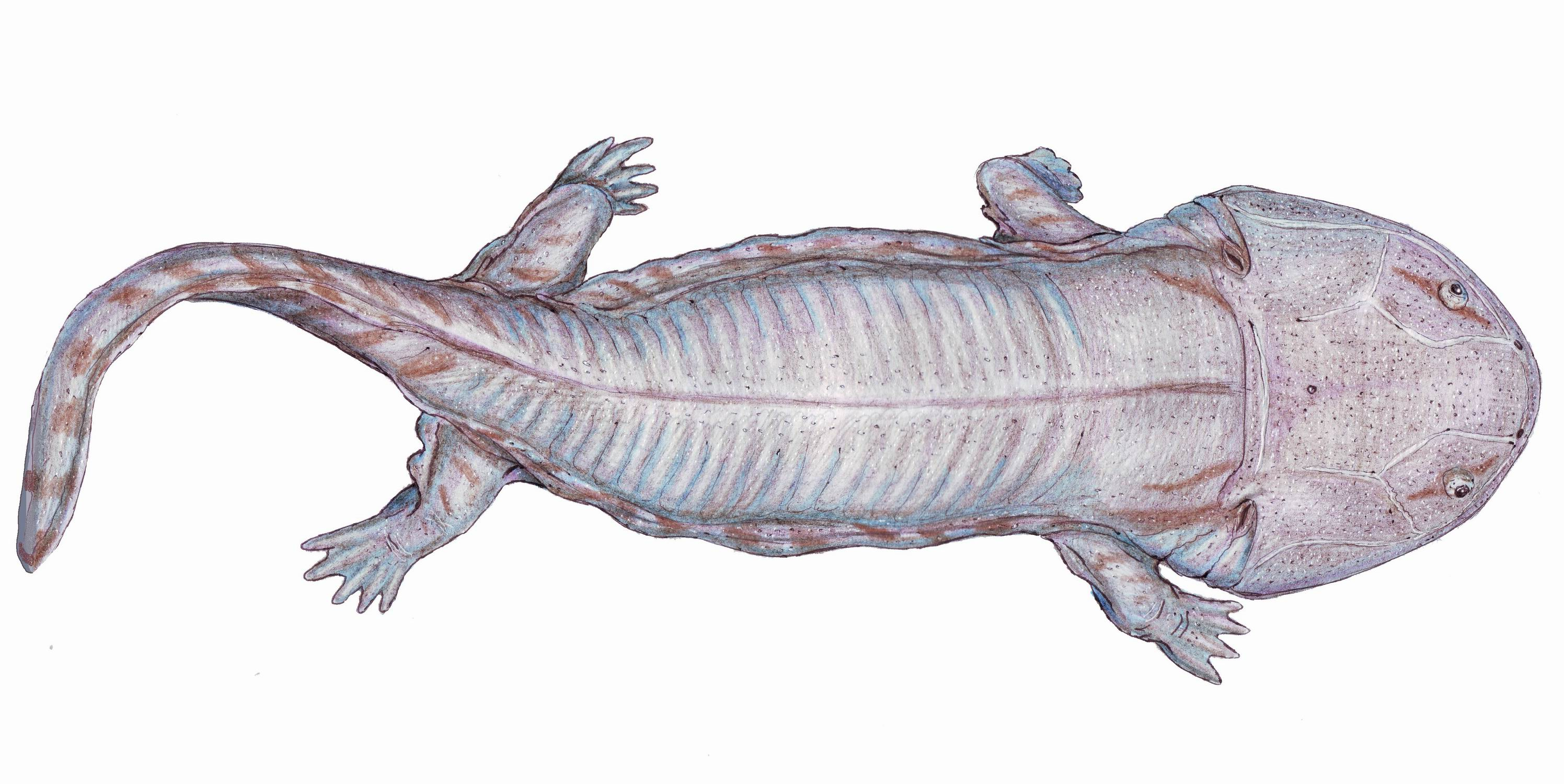
Siderops

| Mục lục: | A B C D E F G H I J K L M N O P Q R S T U V W X Y Z |

- Saevesoederberghia
- Saharastega
- "Sanyanlichan"
- Saltenia
- Sassenisaurus
- Sauravus
- Sauropleura
- Saxonerpeton
- Scapherpeton
- Schoenfelderpeton
- Scincosaurus
- Sclerocephalus
- Sclerothorax
- Scotiphryne
- Shelania
- Shomronella
- Siderops
- Sillerpeton
- Sinerpeton
- Sinobrachiops
- Singidella
- Slaugenhopia
- Sparodus
- Spondylophryne
- Stanocephalosaurus
- Stegops
- Stegotretus
- Stenotosaurus
- Stoschiosaurus
- Subcyclotosaurus
- Syndyodosuchus
- Syphonidon

## T

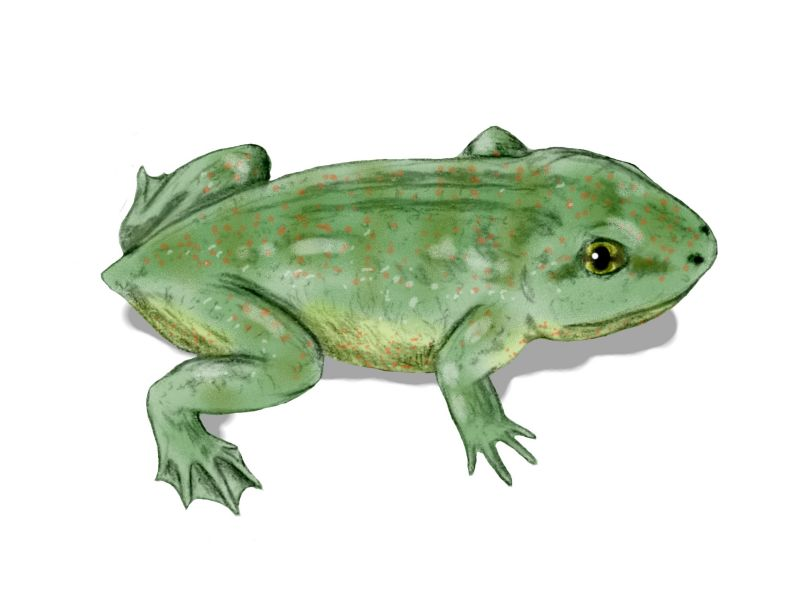
Triadobatrachus

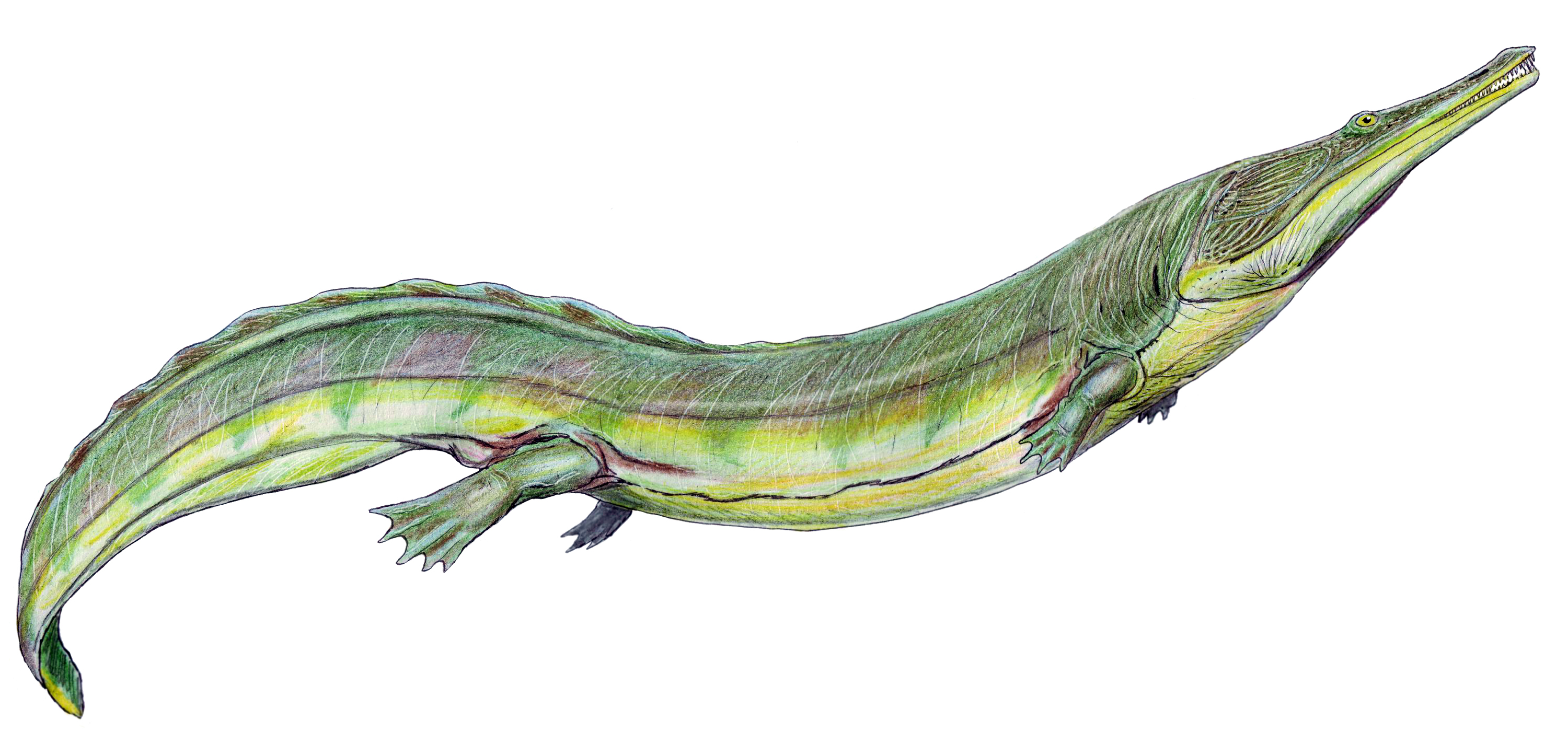
Trematosaurus

| Mục lục: | A B C D E F G H I J K L M N O P Q R S T U V W X Y Z |

- Tambachia
- Tambaroter
- Taphrognathus
- Tatrasaurus
- Tersomius
- Tertrema
- Tertremoides
- Thabanchuia
- Theatonius
- Thoosuchus
- Thoraciliacus
- Tirraturhinus
- Trachystegos
- Trematolestes
- Trematosaurus
- Trematosuchus
- Trematotegmen
- Triadobatrachus
- Trihecaton
- Trimerorhachis
- Trucheosaurus
- Tryphosuchus
- Tuditanus
- Tungussogyrinus
- Tupilakosaurus

## U
| Mục lục: | A B C D E F G H I J K L M N O P Q R S T U V W X Y Z |

- Uranocentrodon
- Urocordylus
- Utaherpeton

## V
| Mục lục: | A B C D E F G H I J K L M N O P Q R S T U V W X Y Z |

- Valdotriton
- Vanastega
- Vieraella
- Vigilius
- Volgasaurus
- Volgasuchus
- Vulcanobatrachus

## W

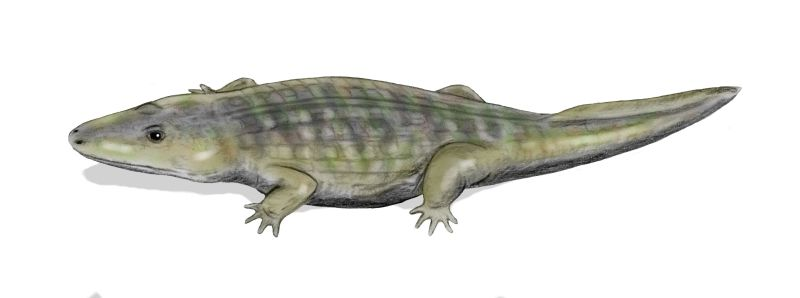
Wetlugasaurus

| Mục lục: | A B C D E F G H I J K L M N O P Q R S T U V W X Y Z |

- Wantzosaurus
- Watsonisuchus
- Wealdenbatrachus
- Wellesaurus
- Wetlugasaurus

## X
| Mục lục: | A B C D E F G H I J K L M N O P Q R S T U V W X Y Z |

- Xenobrachyops
- Xenotosaurus
- Xestorrhytias

## Y
| Mục lục: | A B C D E F G H I J K L M N O P Q R S T U V W X Y Z |

- Yarengia
- Yuanansuchus
- Yizhoubatrachus

## Z

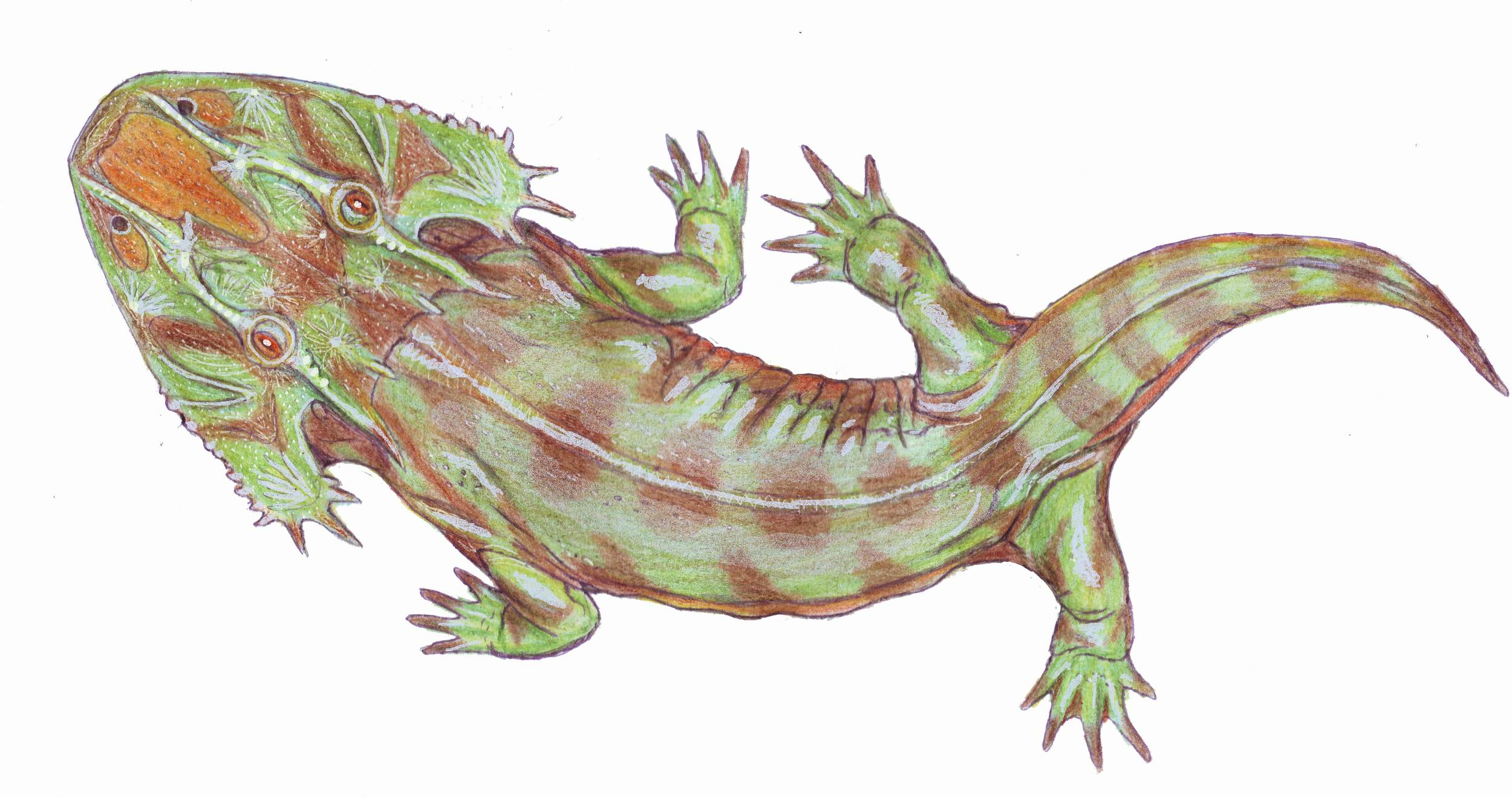
Zatrachys

| Mục lục: | A B C D E F G H I J K L M N O P Q R S T U V W X Y Z |

- Zaphrissa
- Zatrachys
- Zygosaurus